# Lijst van Nederlandse en Belgische ex-librisvervaardigers
Dit is een lijst van Nederlandse en Belgische ex-librisvervaardigers (selectie):
- Flori van Acker
- Désiré Acket
- Cor Alons
- Wobbe Alkema
- Jan Altink
- Willem Arondeus
- Tine Baanders
- Cees Bantzinger
- Jan Battermann
- Marius Bauer
- H.P. Berlage
- Herman Berserik
- Jeanne Bieruma Oosting
- Johan Briedé
- D.A. Bueno de Mesquita
- Nico Bulder
- Livinus van de Bundt
- Carel Adolph Lion Cachet
- Jozef Cantré
- J.G. van Caspel
- Paul Citroen
- Fré Cohen
- Joan Collette
- Frank-Ivo van Damme
- Jo Daemen
- Nelly Degouy
- Antoon Derkinderen
- Johan Dijkstra
- Aart van Dobbenburgh
- J.F. Doeve
- Pol Dom
- Jan Eisenloeffel
- M.C. Escher
- Bernard Essers
- Jan Franken Pzn
- Gerard Gaudaen

- Chris van Geel
- Dirk van Gelder
- Leo Gestel
- Albert Hahn jr.
- Guust Hens
- Herman Hana
- Wam Heskes
- Felix Hess
- J.B. Heukelom
- Susanne Heynemann
- Daan Hoeksema
- Wim Hofker
- Pieter A.H. Hofman
- Alice Horodisch-Garnmann
- Theo van Hoytema
- Vilmos Huszár
- Jacob Jongert
- Pyke Koch
- Han Krug
- Cornelis Labots
- Peter Lazarov
- Chris Lebeau
- Hubert Levigne
- Dick van Luijn
- Huib Luns
- Piet Marée
- Frans Masereel
- Thijs Mauve
- Fokko Mees
- Agta Meijer
- Samuel Jessurun de Mesquita
- Wybo Meyer
- Piet Mondriaan
- Simon Moulijn
- W.O.J. Nieuwenkamp
- Anton Pieck

- Jan Poortenaar
- Philip van Praag Sr.
- Emile Puettmann
- Engelien Reitsma-Valença
- Richard Roland Holst
- S.H. de Roos
- Willem Jacob Rozendaal
- Georg Rueter
- Pam G. Rueter
- Henri Schoonbrood
- Stefan Schlesinger
- Paul Schuitema
- Mark Severin
- Anna Sipkema
- Joop Sjollema
- Willy Sluiter
- Elie Smalhout
- Rein Snapper
- Jo Spier
- Lou Strik
- Victor Stuyvaert
- Otto van Tussenbroek
- Marten Toonder
- N.J. van de Vecht
- J.G. Veldheer
- Antoon Vermeylen
- Leo Visser (kunstenaar)
- André Vlaanderen
- Hans Detlev Voss
- L.W.R. Wenckebach
- Oswald Wenckebach
- H.N. Werkman
- Hendrik Wijdeveld
- Ruscha Wijdeveld
- Piet Zwart
- Wim Zwiers